# Yodit Tarikwa
Yodit Tarikwa (* 1985 in Addis Abeba, Äthiopien) ist eine niederländische Schauspielerin.

## Leben
Yodit Tarikwa wurde 1985 in Addis Abeba geboren. Sie studierte von 2011 bis 2015 an der Musik und Kunst Privatuniversität der Stadt Wien, dem früheren Konservatorium Wien, wo sie mit einem Bachelor of Arts in Schauspiel abschloss. Anschließend ging sie mit Festengagement an das Ensemble des Schauspiels Frankfurt. Weitere Theaterstationen war das Maxim Gorki Theater Berlin, das Residenztheater München, das Theater Basel und das Schauspielhaus Zürich. Yodit Tarikwa ist seit Mitte der 2010er Jahre auch in Fernsehproduktionen zu sehen, unter anderem mehrfach im Tatort.

## Filmografie
- 2015: Tatort: Grenzfall (Fernsehreihe)
- 2017: Verliebt in Amsterdam (Fernsehfilm)
- 2022: Muttertag – Ein Taunuskrimi (Fernsehreihe)
- 2022: Ein Fall für zwei (Fernsehserie, Folge Tod auf der Zora)
- 2023: Morin (Fernsehfilm)
- 2023: Unsichtbarer Angreifer (Fernsehfilm)
- 2024: Tatort: Borowski und das ewige Meer (Fernsehreihe)
- 2025: Tatort: Charlie (Fernsehreihe)

## Hörspiele (Auswahl)
- 2020: Schorsch Kamerun: M – Eine Stadt sucht einen Mörder (Wer hat Angst vor was eigentlich?) Theater goes Hörspiel, nach dem Film von Fritz Lang und Thea von Harbou – Komposition und Regie: Schorsch Kamerun (Hörspielbearbeitung – BR/Schorsch Kamerun/Residenztheater München)
- 2020: Björn Bicker: Güldens Schwester (Rebecca) – Regie: Björn Bicker (Original-Hörspiel – BR)
  - Auszeichnung: Hörspiel des Monats Juli 2020

Quelle: ARD-Hörspieldatenbank